# Jordanoleiopus benjamini
Jordanoleiopus benjamini es una especie de escarabajo longicornio del género Jordanoleiopus, tribu Acanthocinini, familia Cerambycidae. Fue descrita científicamente por Breuning en 1956.

## Distribución
Se distribuye por Kenia.

## Descripción
La especie mide 3 milímetros de longitud. El período de vuelo ocurre en el mes de mayo.